# Serrière
Pour les articles homonymes, voir La Serrière (homonymie).
La Serrière est une rivière suisse qui prend sa source en ville de Neuchâtel, dans le quartier de Serrières, et qui se jette dans le lac de Neuchâtel.

## Hydrologie
Son bassin versant couvre la quasi-totalité du district du Val-de-Ruz et fait environ 88 km2. Il suit la crète de la chaîne du Mont Racine et englobe le versant nord de la Montagne de Chaumont (Neuchâtel) et s'étend des Bugnenets à l'est jusqu'à Montmollin à l'ouest. Une grande nappe d'accumulation est située sous le bassin versant du Seyon, rivière coulant en surface dans le vallon. Les deux bassins sont séparés par une épaisse couche de molasse marneuse. Des échanges se font en plusieurs points entre les bassins versants des deux cours d'eau. Plusieurs sont souterrains (Tunnel des Loges, infiltrations dans les gorges du Seyon) mais lorsque la pluviométrie est suffisante, une résurgence artésienne décharge une partie du trop plein de la nappe de la Serrière en surface et s'écoule dans un ruisseau temporaire appelé le Torrent.

## Parcours
La partie aérienne de La Serrière est très courte, son cours entre la source et les exutoires fait moins de 700 m. De plus, la rivière ayant été exploitée par diverses industries située dans le vallon de Serrières, seules de courtes portions sont visibles. Le cours d'eau est également canalisé pour passer sous l'autoroute A5 et séparé en deux tubes qui aboutissent dans le lac à une centaine de mètres l'un de l'autre. 

## Histoire
Le cours d'eau a donné son nom au village, devenu depuis un quartier de la ville de Neuchâtel. De nombreuses roues à aubes ont été construites sur la Serrière au cours des siècles. Des moulins à grain, tanneries, forges et autres métiers ont profité de l'emplacement (très proche du lac et de la ville) ainsi que du débit assez régulier même en période sèche pour se développer. Dans les industries ayant marqué l'histoire de la région, on note une papeterie attestée dès 1477 et fermée en 1981 et les chocolats Suchard, installé à Serrière en 1826, le moulin servant au broyage des fèves de cacao. Fermé en 1990, le site historique de la chocolaterie abrite aujourd'hui une branche de l'entreprise Philip Morris International. 